# غويلرمو موتا
غويلرمو موتا هو لاعب كرة قاعدة دومينيكاني، ولد في 25 يوليو 1973 في سان بيدرو دي ماكوريس في جمهورية الدومينيكان.

## وصلات خارجية
- غويلرمو موتا على موقع دوري كرة القاعدة الرئيسي (الإنجليزية)
- غويلرمو موتا على موقعبيزبول رفرنس.كوم (الدوري الرئيسي) (الإنجليزية)
- غويلرمو موتا على موقعبيزبول رفرنس.كوم (الدوري الثانوي) (الإنجليزية)
- غويلرمو موتا على موقع إي إس بي إن.كوم (أم.أل.بي) (الإنجليزية)
- غويلرمو موتا على موقع مشجعي الرسوم البيانية (الإنجليزية)